# Andrzej Pilipiuk

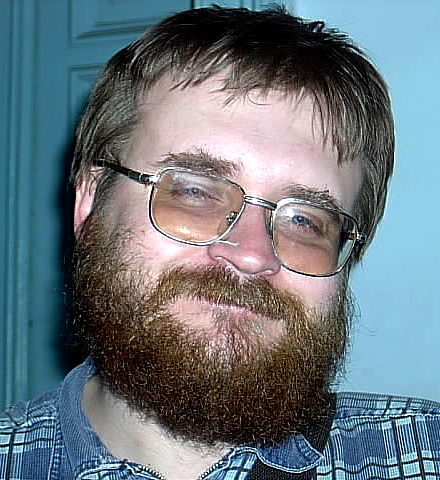
Andrzej Pilipiuk

Andrzej Pilipiuk, född 20 mars 1974 i Warszawa, är en polsk humoristisk science fiction- och fantasyförfattare.
Han är mottagare av 2002 års Janusz A. Zajdel-litteraturpris. Han vann priset med novellen Kuzynki. Han skrev om berättelsen till en roman. Romanen Kuzynki utkom 2003.
Pilipiuk kandiderade till Polens parlament sejm 2005 på Janusz Korwin-Mikkes lista (Platforma Janusza Korwin-Mikke). Pilipiuk är känd som en liberalkonservativ monarkist.